# Gran Premi del Canadà del 1973
Resultats del Gran Premi del Canadà de Fórmula 1 de la temporada 1973, disputat al circuit urbà de Mosport el 23 de setembre del 1973.

## Resultats de la cursa
| Pos | No | Pilot                | Equip               | Voltes | Temps/ Retir.  | Pos. de sort. | Punts |
| --- | -- | -------------------- | ------------------- | ------ | -------------- | ------------- | ----- |
| 1   | 8  | Peter Revson         | McLaren - Ford      | 80     | 1h 59' 04. 0   | 2             | 9     |
| 2   | 1  | Emerson Fittipaldi   | Lotus - Ford        | 80     | + 32.734 s     | 5             | 6     |
| 3   | 17 | Jackie Oliver        | Shadow - Ford       | 80     | + 34.505 s     | 14            | 4     |
| 4   | 20 | Jean-Pierre Beltoise | BRM                 | 80     | + 36.514 s     | 16            | 3     |
| 5   | 5  | Jackie Stewart       | Tyrrell - Ford      | 79     | + 1 Volta      | 9             | 2     |
| 6   | 25 | Howden Ganley        | Iso Marlboro - Ford | 79     | + 1 Volta      | 22            | 1     |
| 7   | 27 | James Hunt           | March - Ford        | 78     | + 2 Voltes     | 15            |       |
| 8   | 10 | Carlos Reutemann     | Brabham - Ford      | 78     | + 2 Voltes     | 4             |       |
| 9   | 23 | Mike Hailwood        | Surtees - Ford      | 78     | + 2 Voltes     | 12            |       |
| 10  | 29 | Chris Amon           | Tyrrell - Ford      | 77     | + 3 Voltes     | 11            |       |
| 11  | 11 | Wilson Fittipaldi    | Brabham - Ford      | 77     | + 3 Voltes     | 10            |       |
| 12  | 9  | Rolf Stommelen       | Brabham - Ford      | 76     | + 4 Voltes     | 18            |       |
| 13  | 7  | Denny Hulme          | McLaren - Ford      | 75     | + 5 Voltes     | 7             |       |
| 14  | 26 | Tim Schenken         | Iso Marlboro - Ford | 75     | + 5 Voltes     | 24            |       |
| 15  | 4  | Arturo Merzario      | Ferrari             | 75     | + 5 Voltes     | 20            |       |
| 16  | 12 | Graham Hill          | Shadow - Ford       | 73     | + 7 Voltes     | 17            |       |
| 17  | 16 | George Follmer       | Shadow - Ford       | 73     | + 7 Voltes     | 13            |       |
| 18  | 24 | Carlos Pace          | Surtees - Ford      | 72     | + 8 Voltes     | 19            |       |
| NC  | 18 | Jean-Pierre Jarier   | March - Ford        | 71     | No classificat | 23            |       |
| NC  | 28 | Rikky von Opel       | Ensign - Ford       | 68     | No classificat | 26            |       |
| Ret | 21 | Niki Lauda           | BRM                 | 62     | Transmissió    | 8             |       |
| Ret | 0  | Jody Scheckter       | McLaren - Ford      | 32     | Accident       | 3             |       |
| Ret | 6  | François Cevert      | Tyrrell - Ford      | 32     | Accident       | 6             |       |
| Ret | 15 | Mike Beuttler        | March - Ford        | 20     | Motor          | 21            |       |
| Ret | 2  | Ronnie Peterson      | Lotus - Ford        | 16     | Suspensions    | 1             |       |
| Ret | 19 | Peter Gethin         | BRM                 | 5      | Bomba de l'oli | 25            |       |

## Altres
- Pole: Ronnie Peterson 1' 13. 697

- Volta ràpida: Emerson Fittipaldi 1' 15. 496